# Asterodothis
Asterodothis — монотиповий рід грибів родини Asterinaceae. Назва вперше опублікована 1912 року.

## Класифікація
До роду Asterodothis відносять 1 вид:
- Asterodothis solaris.

## Поширення та середовище існування
Знайдений на листках Olea verrucosa в Південно-Африканській Республіці.